# Дмитрієвська сільська рада (Бугурусланський район)
Дми́трієвська сільська рада (рос. Дмитриевский сельский совет) — сільське поселення у складі Бугурусланського району Оренбурзької області Росії.
Адміністративний центр — село Дмитрієвка.

## Історія
2005 року була ліквідована Мордовська Бугурусланська сільська рада (село Мордовський Бугуруслан), територія увійшла до складу Дмитрієвської сільради.

## Населення
Населення — 705 осіб (2019; 883 в 2010, 1005 у 2002).

## Склад
До складу сільської ради входять:
| Населений пункт              | Населення, осіб (2002) | Населення, осіб (2010) |
| ---------------------------- | ---------------------- | ---------------------- |
| Дмитрієвка, село             | 376                    | 351                    |
| Мордовський Бугуруслан, село | 425                    | 357                    |
| Савруша, село                | 204                    | 175                    |